# Drongo-de-cauda-forcada
O drongo-de-cauda-forcada (Dicrurus adsimilis), também chamado de drongo-comum ou drongo-africano, é um pequeno pássaro encontrado desde Sahel até a África do Sul, que vive em habitats arborizados, principalmente em bosques e savanas. Faz parte da família Dicruridae e tem quatro subespécies reconhecidas: D. a. adsimilis, D. a. apivorus, D. a. fugax e D. a. jubaensis. Como outros drongos, o drongo-de-cauda-forcada é principalmente insetívoro; sua dieta consiste principalmente de borboletas, cupins e gafanhotos.
Fisicamente, essa espécie é caracterizada por uma cauda estreita em forma de garfo, olhos vermelho-acastanhados e plumagem preta em todo o corpo. Essas aves fazem seus ninhos perto de zonas úmidas, florestas e fazendas e a época de reprodução varia de acordo com a região. A fêmea geralmente põe de um a quatro ovos, que eclodem em 15 a 18 dias.
O drongo-de-cauda-forcada é conhecido por sua capacidade de imitar enganosamente os chamados de alarme de outras aves para que um determinado animal fuja do local e ele possa roubar seu alimento (cleptoparasitismo). Também é conhecido por seu comportamento agressivo e destemido, muitas vezes atacando e afastando animais muito maiores, inclusive aves de rapina, quando seu ninho está em perigo. Devido à sua extensa área de distribuição e população estável, o drongo-de-cauda-forquilha é classificado pela Lista Vermelha da IUCN como uma espécie pouco preocupante.

## Taxonomia
O drongo-de-cauda-forcada foi descrito por Johann Matthäus Bechstein em 1794. Suas populações são geneticamente distintas, e quatro raças são geralmente aceitas, embora as espécies D. a. divaricatus e D. a. lugubris estejam incluídas no táxon pela International Ornithologists' Union. As raças D. a. modestus, juntamente com D. a. coracinus e D. a. atactus, são normalmente divididas em uma espécie separada, o drongo-fante [en], D. modestus (Hartlaub, 1849).
- D. a. apivorus Clancey, 1976

1. Distribuição: Gabão, República do Congo, República Democrática do Congo, Angola, noroeste da Zâmbia, Namíbia, Botsuana e noroeste da África do Sul;
2. Descrição: penas de voo primárias com palhetas externas marrons e palhetas internas claras (perceptíveis quando empoleiradas e em voo, respectivamente);[4]

- D. a. fugax W.K.H.Peters, 1868

1. Distribuição: Uganda, Quênia, Tanzânia e Zanzibar, sudeste da Zâmbia, Malaui, Moçambique, Zimbábue, Botsuana, leste de Eswatini e nordeste da África do Sul;
2. Descrição: Menor do que o nomeado, palhetas externas das penas de voo primárias marrons, palhetas internas escuras, cauda profundamente bifurcada.[4][2]

- D. a. adsimilis Bechstein, 1794

1. Distribuição: oeste de Eswatini, Lesoto e leste a sul da África do Sul;
2. Descrição: Penas de voo mais escuras, especialmente perceptíveis em voo.[4]

- D. a. jubaensis van Someren, 1931

1. Distribuição: Etiópia, Eritreia e Somália;
2. Descrição: menor que o nomeado, cauda menos bifurcada e corpo azul-esverdeado brilhante.[2]

- D. a. divaricatus Lichtenstein, 1823

1. Distribuição: Sudoeste da Mauritânia, ao sul da Guiné, leste ao sudeste de Níger e nordeste da Nigéria;
2. Descrição: teias internas pálidas nas penas de voo, a bifurcação da cauda é mais rasa.[2]

- D. a. lugubris Hemprich & Ehrenberg, 1828

1. Distribuição: Sudoeste do Chade, a leste da Etiópia, Eritreia e Somália, do sul ao norte da República Democrática do Congo, norte de Uganda e norte do Quênia.[2]

## Distribuição e habitat
O drongo-de-cauda-forcada é um reprodutor residente comum e difundido na África ao sul do Saara. Essa ave insetívora é normalmente encontrada em bosques abertos, savanas e bordas florestais e é tolerante a climas áridos. Antigamente, considerava-se que sua área de distribuição incluía a Ásia, mas a espécie asiática agora é chamada de  drongo-real (D. macrocercus). A ave pode ser encontrada em alturas de até 2.200 metros.

## Descrição
A ave possui um bico preto robusto e olhos vermelhos. Quando nascem, não têm penas, exibindo pele avermelhada, bico laranja com borda amarela e olhos marrons. Os filhotes são de tom marrom-escuro, uma bifurcação da cauda menos pronunciada, olhos marrons ou cinzas e uma boca pálida. Embora se assemelhem aos adultos, eles não têm o brilho lustroso na parte inferior do corpo e apresentam penas claras em determinadas áreas. Ambos os sexos compartilham um corpo preto com uma iridescência azul-esverdeada em regiões específicas. A parte inferior, incluindo a barriga, é uniformemente preta, contrastando com a parte superior do corpo preto-azulada brilhante. Sua cauda longa é profundamente bifurcada e preta, medindo aproximadamente 115-126 mm de comprimento e 19-23 mm de profundidade. Apresenta pernas curtas e uma envergadura de 134 mm. Seu bico é caracterizado por uma profundidade de 0,4 mm e um comprimento de 2,8 mm.
Após a reprodução, as aves adultas passam por uma ecdise completa, que geralmente ocorre entre dezembro e março no sul da África, com meses variáveis em outras áreas. As aves jovens mantêm sua plumagem imatura até a próxima estação de reprodução. A ecdise parcial pós-juvenil inicia-se antes do crescimento de novas penas nas asas e na cauda após o período de nidificação. Foram observados casos de leucismo no drongo-de-cauda-forcada.

### Vocalizações
Essa ave é notavelmente vocal, muitas vezes iniciando o coro ao amanhecer e sendo a última a ser ouvida ao anoitecer. Seus chamados antes do amanhecer incluem variações como jwaaa-jwaaa e jeewy-jeeerr. Eles apresentam um repertório diversificado de vocalizações, que variam de chamados agudos a assobios breves e chiados a notas fluidas, roucas e ásperas, emitidas rapidamente ou com pausas prolongadas. Seu repertório inclui chamados como chyup, tjaaa, o ressoante jer-woo e o assobiado jee-lu. Os pares em acasalamento participam de duetos coordenados que duram de 4 a 5 minutos. Suas canções apresentam assobios suaves, agudos, nasais ou melodiosos e chilreios.
Essas aves produzem cantos específicos de drongos e imitam outras espécies de aves, como o picanço-de-bocage, tordos, bulbuls, aves de rapina e corujas. Eles também foram observados imitando os miados dos gatos e os chamados de alarme dos suricatos.

## Comportamento

### Alimentação

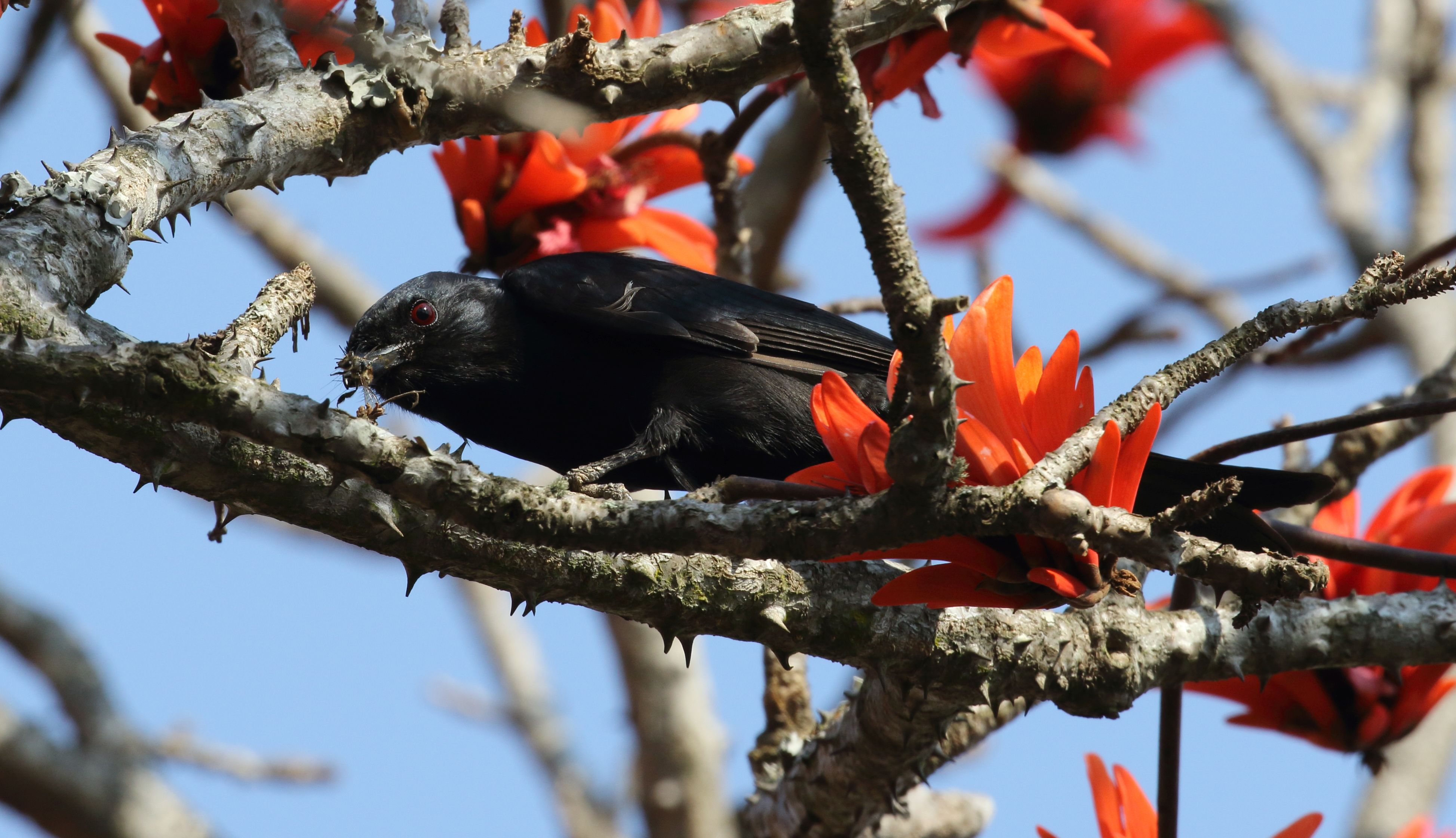
Forrageamento de insetos.

Essa espécie é principalmente insetívora e, ocasionalmente, come peixes e outros pássaros; além disso, pode tomar néctar e comer plantas quando disponíveis. Os animais predados predominantes são borboletas, besouros, lagartas, gafanhotos, abelhas, mariposas, cupins e gorgulhos, sendo as espécies mais comuns a Graphium angolanus [en], Macrotermes natalensis [en], Cyrtacanthacris aeruginosa [en] e o gafanhoto-do-deserto. Às vezes, eles também podem comer pequenos peixes, descendo de um poleiro, pairando sobre a água e mergulhando; já foram observadas pequenas aves sendo capturadas com suas garras ou bicos, como a freirinha-bronzeada [en]. As plantas ocupam cerca de 15% de sua dieta, sendo geralmente consumidas plantas como Moringa oleifera, Azadirachta indica e Dialium guineense [en]. Essa ave é solitária em sua caça. Essa espécie passa cerca de 62% do dia se alimentando durante a estação seca e 56% do dia durante as estações chuvosas.
Normalmente, o drongo-de-cauda-forcada empoleira-se a uma altura que varia de 5 m a 7 m, adotando uma postura ereta a partir da qual persegue rapidamente os insetos por meio de captura durante o voo, mergulho ou captura no solo antes de retornar ao mesmo galho. Essa espécie é capaz de segurar itens grandes com suas garras e rasgá-los com o bico. Frequentemente se aproveitam de incêndios na savana, onde capturam insetos em fuga e outras presas que buscam refúgio das chamas. Essas aves mantêm uma relação de comensalismo com grandes mamíferos, seguindo animais como elefantes e girafas que perturbam os insetos nas proximidades, eliminando assim as presas em potencial.

### Cleptoparasitismo
Uma tática empregada pelo drongo-de-cauda-forcada para adquirir alimentos é o cleptoparasitismo oportunista. O drongo emite um alarme genuíno para sinalizar a presença de predadores para outros animais, mas, ocasionalmente, emite um alarme falso para deslocar esses animais e roubar seu alimento. Essas aves também podem atacar diretamente outras espécies ou fazê-lo após uma tentativa fracassada de alarme falso.
Foi observado que os drongos-de-cauda-forcada passam aproximadamente 29% de seu tempo seguindo outros animais. Espécies como zaragateiro-bicolor [en], tecelão-sociável [en], estorninho-carunculado e suricato, que se alimentam no chão, são frequentemente alvo do cleptoparasitismo dos drongos-de-cauda-forcada. Esse comportamento ocorre porque os drongos não têm as adaptações morfológicas necessárias para caçar com eficácia determinadas presas que são mais nutritivas e calóricas, recorrendo, portanto, ao cleptoparasitismo. Essas aves frequentemente assumem papéis de liderança em bandos de forrageamento de espécies mistas, servindo como sentinelas ao lado de outras espécies. Essa estratégia de cooperação reduz o risco de predação e aumenta o sucesso de forrageamento das espécies associadas. Ao mesmo tempo, o drongo explora essas associações para aumentar as oportunidades de cleptoparasitismo.
Embora em dúvida, os pesquisadores consideraram a possibilidade de que esses drongos possuam uma teoria da mente, uma característica não totalmente demonstrada em nenhum outro animal além dos humanos. Isso é atribuído à capacidade de adaptação das aves em resposta ao feedback. Eles podem variar suas táticas emitindo ocasionalmente chamados de alarme genuínos ou enganosos. Estima-se que aproximadamente um quarto de sua ingestão de alimentos seja resultado de cleptoparasitismo, com 10% adicionais adquiridos pela captura de presas expulsas por espécies associadas. Além disso, as presas capturadas por meio dessa estratégia são normalmente maiores do que aquelas adquiridas por meio de forrageamento próprio. Depois de emitir um chamado enganoso, o drongo segue com um sinal de “tudo limpo” para minimizar a interrupção das atividades de forrageamento de outros animais e aumenta a frequência de chamados de alarme genuínos para ganhar a confiança de volta.
Um estudo lançou dúvidas sobre a suposição generalizada de que o drongo-de-cauda-forcada depende muito de suas táticas de cleptoparasitismo. Em vez disso, essas aves podem empregar essas estratégias principalmente em épocas de escassez de alimentos, como durante as secas e em dias frios. Embora a ingestão de biomassa ao praticar o cleptoparasitismo seja maior, ela também apresenta riscos como tática de forrageamento e pode resultar em custos adicionais de forrageamento em comparação com o autoforrageamento.

### Reprodução

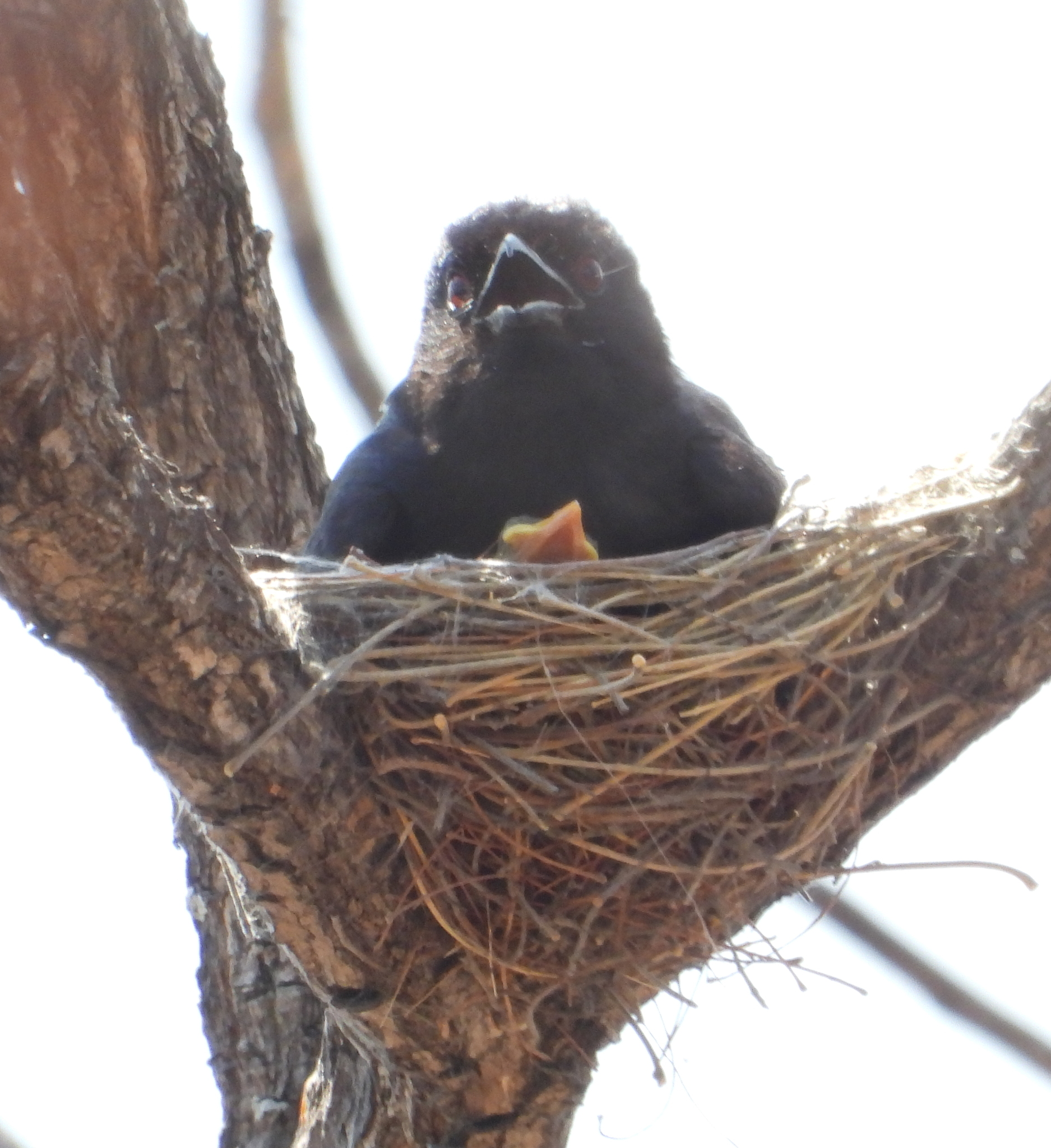
No ninho com o filhote.

Durante a época de reprodução, essas aves costumam fazer seus ninhos perto de zonas úmidas, florestas e fazendas, beneficiando-se dos locais e materiais de nidificação favoráveis fornecidos pelo microhabitat e pela vegetação. Elas apresentam um comportamento monogâmico e são conhecidas por sua agressividade contra outros drongos, bem como contra predadores de ninhos, como corvos, aves de rapina, calaus, picanços, pequenos mamíferos e cobras grandes. Os parceiros se empoleiram juntos, fazendo duetos e exibindo comportamentos como inclinar e balançar a cabeça. Já foi observado parasitismo de ninhada em tordos-de-peito-malhado [en].
A estação de reprodução geralmente se estende de março a setembro ao norte da Linha do Equador e de setembro a janeiro ao sul dela. O período da estação de postura de ovos varia significativamente entre as regiões. O número de ninhadas varia de uma a quatro e, se uma ninhada for perdida no início da estação, eles podem substituí-la. Os ninhos são geralmente posicionados de 2,2 a 17 metros acima do solo, construídos entre galhos horizontais e apresentam estruturas em forma de pires feitas de caules de plantas, líquens, pequenas raízes, gavinhas e teias de aranha. Os ovos são postos em intervalos de 24 a 48 horas. A incubação, que dura de 15 a 18 dias, começa somente depois que a ninhada está completa. Tanto o macho quanto a fêmea alimentam os filhotes, fornecendo moscas, larvas de besouro, lagartos e sementes. O período de nidificação geralmente dura de 16 a 22 dias.
Os drongos são frequentemente utilizados como hospedeiros de ninhadas pelos cucos-africanos (21,8% dos ninhos) e, no deserto de Kalahari, descobriu-se que os cucos-jacobinos [en] também parasitam os ninhos de drongo. Os ovos de drongo apresentam uma grande variedade de cores e padrões, que os cucos imitam. Os experimentos indicam que os drongos podem detectar e rejeitar 93,7% dos ovos introduzidos.

## Status de conservação
Devido à sua ampla área de distribuição, tendência populacional estável e tamanho, o drongo-de-cauda-forcada é considerado uma espécie pouco preocupante pela Lista Vermelha da IUCN, embora a subespécie D. a. modestus, anteriormente considerada uma espécie separada, tenha sido considerada quase ameaçada. O drongo-de-cauda-forcada enfrenta ameaças decorrentes do uso de pesticidas, que diminui a disponibilidade de suas presas, e da destruição do habitat devido à expansão das terras agrícolas. Entretanto, é improvável que a espécie seja ameaçada em um futuro próximo, pois ela se beneficia do corte de árvores em florestas densas.

## Galeria

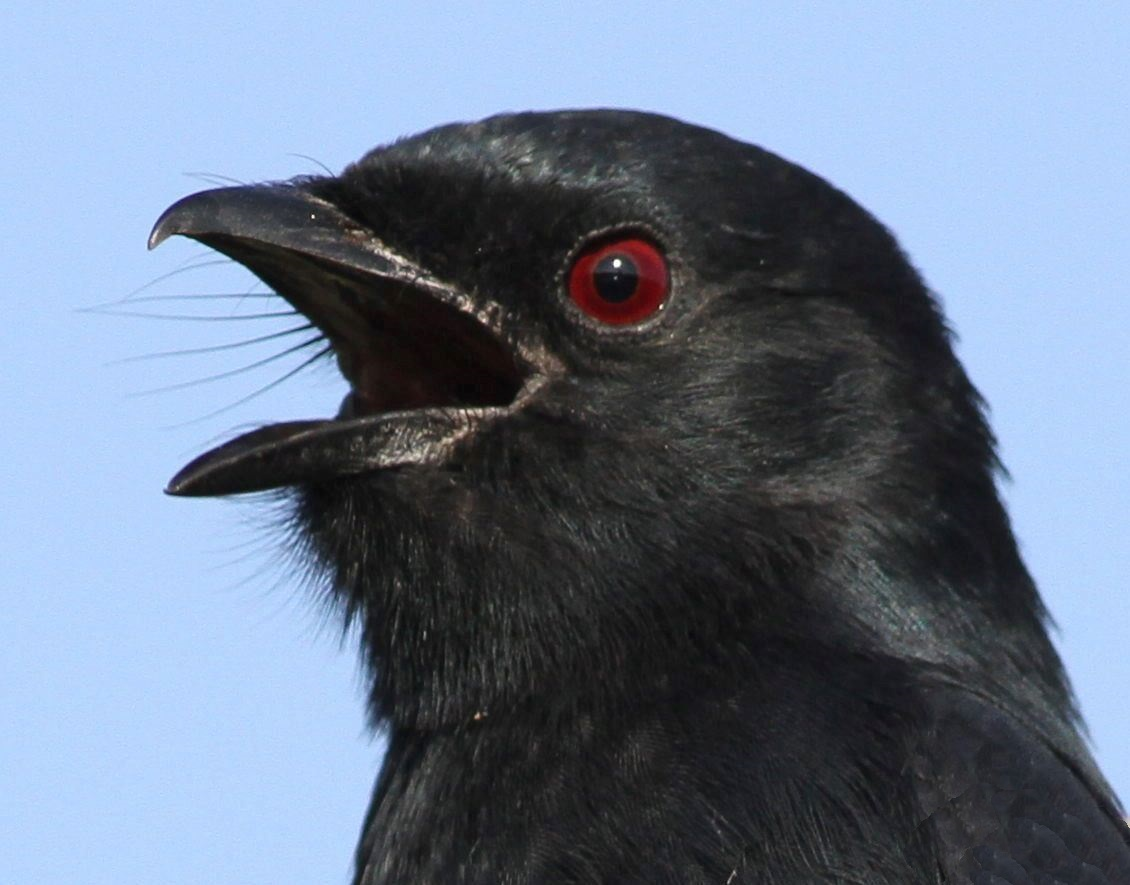
Visão das cerdas rictais e nasais pronunciadas e do olho vermelho profundo.
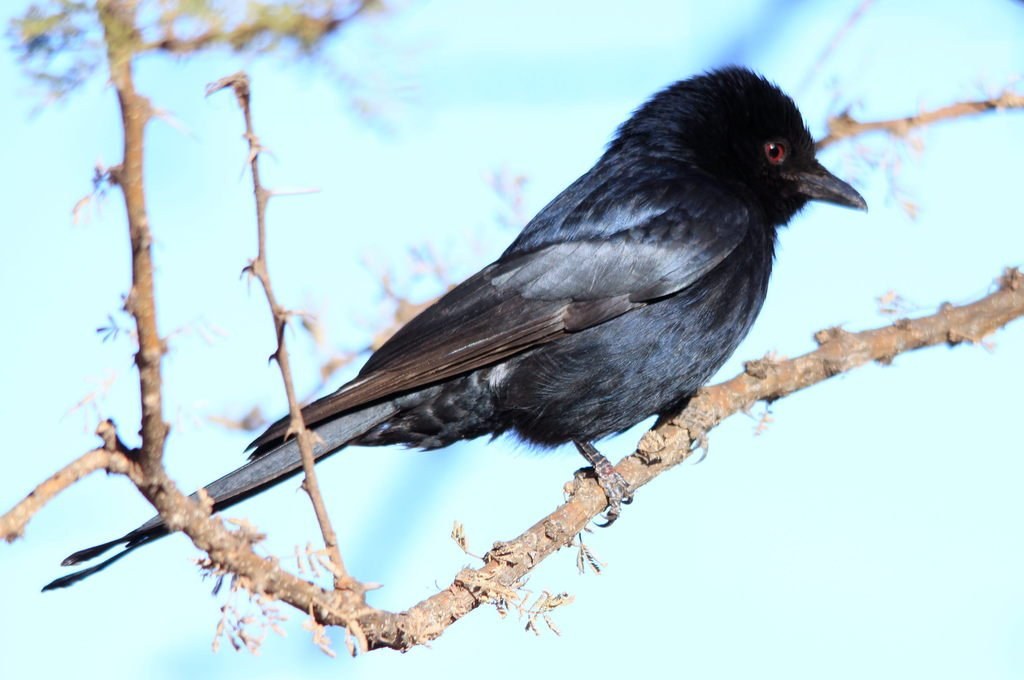
A raça ocidental D. a. apivorus tem bordas marrons nas penas de voo primárias e vive em florestas secas do sudoeste da África.
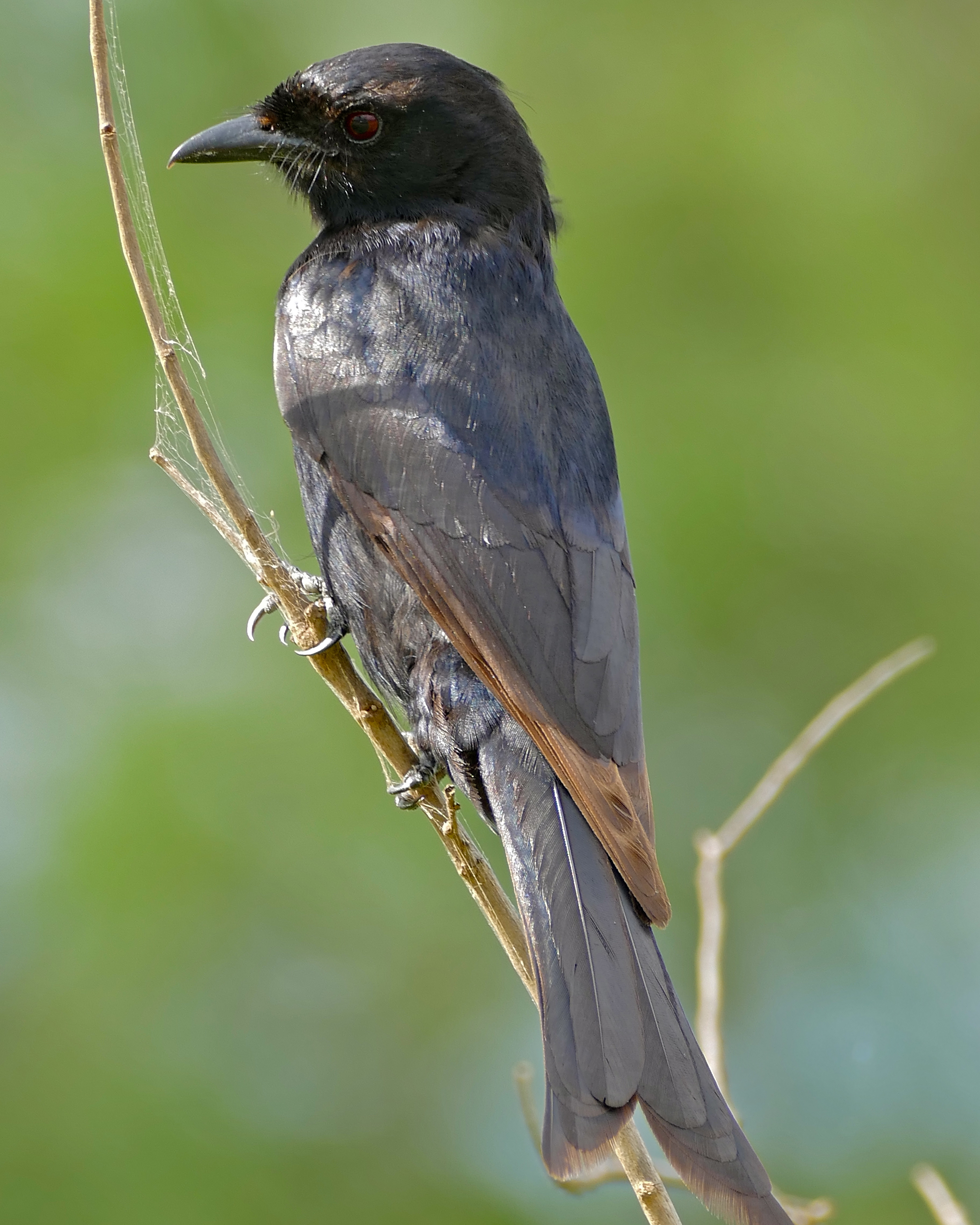
A raça oriental D. a. fugax é um pouco menor do que a nominada.
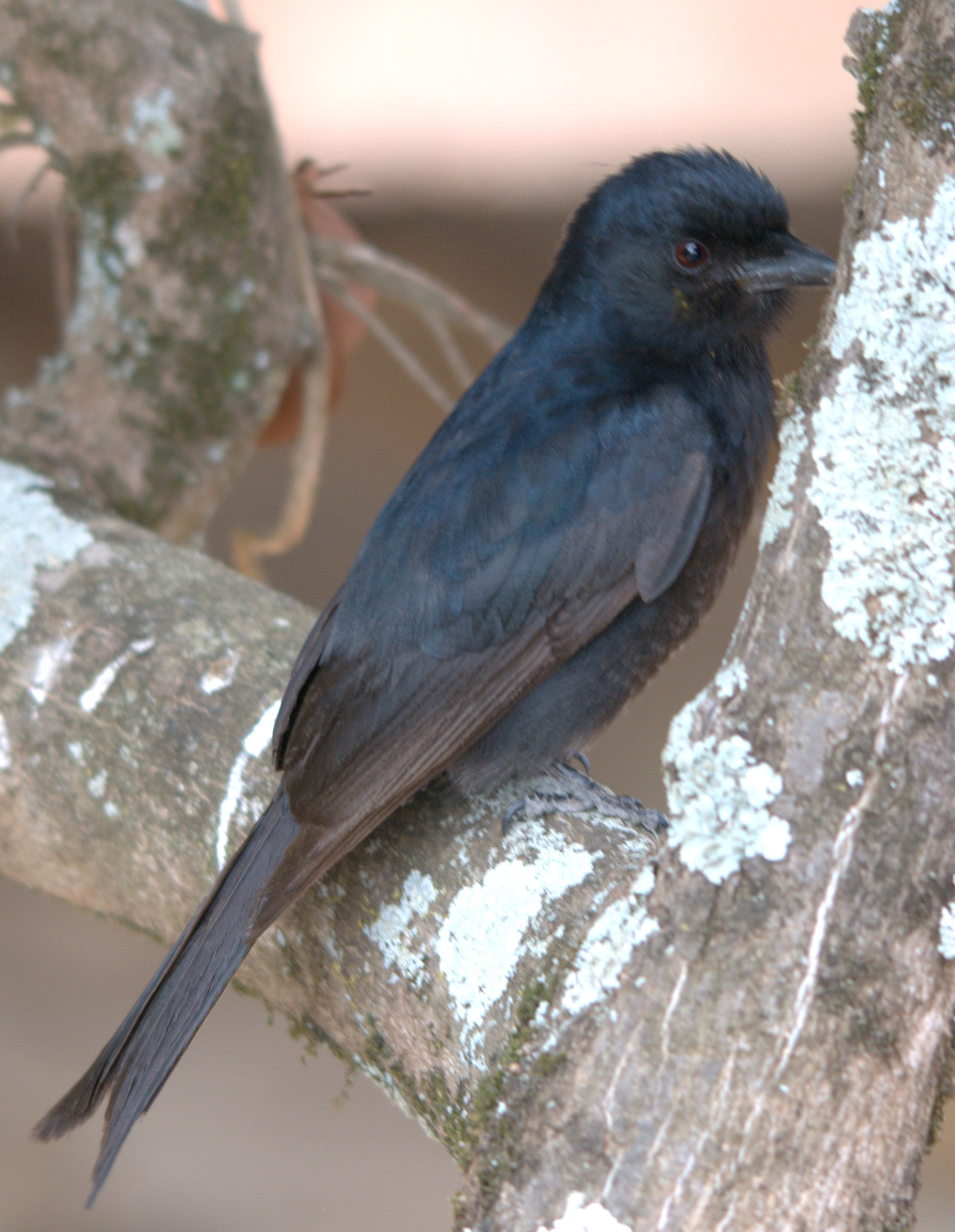
D. a. adsimilis imaturo com penas de voo primárias escuras.